# سوب ليك
سوب ليك (واشنطن) (بالإنجليزية: Soap Lake, Washington)‏ هي مدينة تقع في الولايات المتحدة في مقاطعة غرانت، واشنطن. يقدر عدد سكانها بـ 1,514 نسمة ومساحتها 3.24 كم2 وترتفع عن سطح البحر 337 متر.

## التركيبة السكانية
قام مكتب تعداد الولايات المتحدة بتحديد بيانات التركيبة السكانية لسوب ليكفي تعداد الولايات المتحدة. في ما يلي، التركيبة السكانية حسب تعدادي 2000 و2010.

### تعداد عام 2000
بلغ عدد سكان سوب ليك 1,733 نسمة بحسب تعداد عام 2000، وبلغ عدد الأسر 778 أسرة وعدد العائلات 427 عائلة مقيمة في المدينة. في حين سجلت الكثافة السكانية 1,434.0 نسمة لكل ميل مربع (553.7/كم2). وبلغ عدد الوحدات السكنية 996 وحدة بمتوسط كثافة قدره 824.2 نسمة لكل ميل مربع (318.2/كم2).
وتوزع التركيب العرقي للمدينة بنسبة 90.02% من البيض و 1.21% من الأمريكيين الأصليين و 0.23% من الأمريكيين ذوي الأصول الآسيوية و 0.87% من الأمريكيين الأفارقة و 3.75% من عرقين مختلطين أو أكثر.
بلغ عدد الأسر 778 أسرة كانت نسبة 22.2% منها لديها أطفال تحت سن الثامنة عشر تعيش معهم، وبلغت نسبة الأزواج القاطنين مع بعضهم البعض 40.6% من أصل المجموع الكلي للأسر، ونسبة 10.3% من الأسر كان لديها معيلات من الإناث دون وجود شريك، وكانت نسبة 45.0% من غير العائلات. تألفت نسبة 38.8% من أصل جميع الأسر من أفراد ونسبة 15.4% كانوا يعيش معهم شخص وحيد يبلغ من العمر 65 عاماً فما فوق. وبلغ متوسط حجم الأسرة المعيشية 2.91، أما متوسط حجم العائلات فبلغ 2.17.
بلغ العمر الوسطي للسكان 44 عاماً. وكانت نسبة 23.9% من القاطنين تحت سن الثامنة عشر، وكانت نسبة 7.1% بين الثامنة عشر والأربعة وعشرون عاماً، ونسبة 21.0% كانت واقعةً في الفئة العمرية ما بين الخامسة والعشرون حتى والأربعة وأربعون عاماً، ونسبة 23.1% كانت ما بين الخامسة والأربعون حتى الرابعة والستون، ونسبة 24.9% كانت ضمن فئة الخامسة والستون عاماً فما فوق. يوجد لكل 100 أنثى 90.2 ذكر، ويوجد لكل 100 أنثى في الثامنة عشر من عمرها فما فوق 86.8 ذكر.
بلغ متوسط دخل الأسرة في المدينة 20,459 دولار، أما متوسط دخل العائلة فبلغ 25,000 دولار. وكان متوسط دخل الذكور 27,656 دولار مقابل 21,771 دولار للإناث. وسجل دخل الفرد الخاص بالمدينة 13,753 دولار. وكانت نسبة 26.3% من العائلات ونسبة 30.6% من السكان تحت خط الفقر، وكان من هؤلاء نسبة 50.5% تحت سن الثامنة عشر ونسبة 15.2% في الخامسة والستين من العمر وما فوق.

### تعداد عام 2010
بلغ عدد سكان سوب ليك 1,514 نسمة بحسب تعداد عام 2010، وبلغ عدد الأسر 740 أسرة وعدد العائلات 350 عائلة مقيمة في المدينة. في حين سجلت الكثافة السكانية 1,211.2 نسمة لكل ميل مربع (467.6/كم2). وبلغ عدد الوحدات السكنية 977 وحدة بمتوسط كثافة قدره 781.6 لكل ميل مربع (301.8/كم2).
وتوزع التركيب العرقي للمدينة بنسبة 86.0% من البيض و 1.9% من الأمريكيين الأصليين و 0.6% من الأمريكيين ذوي الأصول الآسيوية و 1.0% من الأمريكيين الأفارقة و 2.8% من عرقين مختلطين أو أكثر.
بلغ عدد الأسر 740 أسرة كانت نسبة 20.3% منها لديها أطفال تحت سن الثامنة عشر تعيش معهم، وبلغت نسبة الأزواج القاطنين مع بعضهم البعض 33.2% من أصل المجموع الكلي للأسر، ونسبة 10.1% من الأسر كان لديها معيلات من الإناث دون وجود شريك، بينما كانت نسبة 3.9% من الأسر لديها معيلون من الذكور دون وجود شريكة وكانت نسبة 52.7% من غير العائلات. تألفت نسبة 44.5% من أصل جميع الأسر من أفراد ونسبة 16.1% كانوا يعيش معهم شخص وحيد يبلغ من العمر 65 عاماً فما فوق. وبلغ متوسط حجم الأسرة المعيشية 2.79، أما متوسط حجم العائلات فبلغ 1.99.
بلغ العمر الوسطي للسكان 48.8 عاماً. وكانت نسبة 19% من القاطنين تحت سن الثامنة عشر، وكانت نسبة 8.5% بين الثامنة عشر والأربعة وعشرون عاماً، ونسبة 18% كانت واقعةً في الفئة العمرية ما بين الخامسة والعشرون حتى والأربعة وأربعون عاماً، ونسبة 30.4% كانت ما بين الخامسة والأربعون حتى الرابعة والستون، ونسبة 24.2% كانت ضمن فئة الخامسة والستون عاماً فما فوق. وتوزع التركيب الجنسي للسكان بنسبة 48.9% ذكور و51.1% إناث.